# Rittana
Rittana là một đô thị tại tỉnh Cuneo trong vùng Piedmont của Italia, vị trí cách khoảng 80 km về phía tây nam của Torino và khoảng 13 km về phía tây nam của Cuneo. Tại thời điểm ngày 31 tháng 12 năm 2004, đô thị này có dân số 140 người và diện tích 11,4 km².
Rittana giáp các đô thị: Bernezzo, Gaiola, Monterosso Grana, Roccasparvera, Valgrana và Valloriate.